# Cymothoe tenuifasciae
Cymothoe tenuifasciae är en fjärilsart som beskrevs av Arthur Rydon 1996. Cymothoe tenuifasciae ingår i släktet Cymothoe och familjen praktfjärilar. Inga underarter finns listade i Catalogue of Life.